# Équipe d'Égypte des moins de 20 ans de football
Maillots
L'équipe d'Égypte des moins de 20 ans est une sélection de joueurs de moins de 20 ans, au début des deux années de compétition placée sous la responsabilité de la Fédération d'Égypte de football. 
L'équipe a remporté quatre fois la Coupe d'Afrique des nations junior et a terminé une fois troisième lors de la Coupe du monde de football des moins de 20 ans.

## Histoire

### CAN 2013
Lors de la CAN U20 2013 qui se joue en Algérie, les Pharaons terminent 1er de leur groupe avec 3 victoires en autant de matchs. Ils viennent notamment à bout de la sélection algérienne évoluant à domicile, alors que les jeunes 'Pharaons' évoluent pourtant à dix à la suite de l'expulsion de Mahmoud Hamad. L'Égypte réalisera un parcours exceptionnel puisque les jeunes pharaons n'encaisseront que 2 buts (dont un sur penalty) lors de la phase finale. 
Fait notable, la sélection égyptienne est alors constituée dans sa quasi-totalité (1 seul joueur faisant exception) de joueurs évoluant dans le championnat national. C'est au cours de cette compétition que l'équipe décrochera son sésame pour la coupe du monde des moins de 20 ans, grâce à leur victoire en finale face au Ghana.

## Palmarès
- Coupe du monde de football des moins de 20 ans
  - Troisième 2001
- Jeux de la Francophonie de 1994
  - Finaliste 1994 
  - Troisième 2001
- Championnat arabe des moins de 20 ans :
  - Finaliste : 2022
- Coupe d'Afrique des nations de football des moins de 20 ans
  - Vainqueur 1981, 1991,2003 et 2013 
  - Finaliste 2005 
  - Troisième 1993,2001 et 2011
- Championnat d'Afrique du Nord des moins de 20 ans :
  - Vainqueur : 2006, 2008, 2012, 
  - Finaliste : 2005, 2019 , 2021 , 2024 
  - Troisième : 2023

## Parcours en Coupe d'Afrique des nations junior
- 1979 : 1er tour
- 1981 :  Vainqueur
- 1983 : 2d tour
- 1985 : 1er tour
- 1987 : 2d tour
- 1989 : 2d tour
- 1991 :  Vainqueur
- 1993 :  Troisième
- 1995 : Non qualifiée
- 1997 :  Phases de groupes
- 1999 : Non qualifiée
- 2001 :  Troisième
- 2003 :  Vainqueur
- 2005 :  Finaliste
- 2007 : Phases de groupes
- 2009 : Phases de groupes
- 2011 :  Troisième
- 2013 :  Vainqueur
- 2015 : Non qualifiée
- 2017 : Phases de groupes
- 2019 : Non qualifiée
- 2021 : Non qualifiée
- 2023 : Phases de groupes
- 2025 : Quatrième

## Parcours en Coupe du monde des moins de 20 ans
- 1977 : Non qualifiée
- 1979 : Non qualifiée
- 1981 : Quarts-de-finale
- 1983 : Non qualifiée
- 1985 : Non qualifiée
- 1987 : Non qualifiée
- 1989 : Non qualifiée
- 1991 : 1er tour
- 1993 : Non qualifiée
- 1995 : Non qualifiée
- 1997 : Non qualifiée
- 1999 : Non qualifiée
- 2001 : Troisième
- 2003 : Huitièmes-de-finale
- 2005 : 1er tour
- 2007 : Non qualifiée
- 2009 : Huitièmes-de-finale
- 2011 : Huitièmes-de-finale
- 2013 : 1er tour
- 2015 : Non qualifiée
- 2017 : Non qualifiée
- 2019 : Non qualifiée
- 2021 : Non qualifiée
- 2023 : Non qualifiée
- 2025 : En cours